# Bimuria
Bimuria is een geslacht van schimmels behorend tot de familie Didymosphaeriaceae. De typesoort is Bimuria novae-zelandiae. 

## Soorten
Volgens Index Fungorum telt het geslacht twee soorten (peildatum augustus 2022):
| Soortnaam               | Auteur(s)                                            | Publicatiejaar |
| ----------------------- | ---------------------------------------------------- | -------------- |
| Bimuria novae-zelandiae | D. Hawksw., Chea & Sheridan                          | 1979           |
| Bimuria omanensis       | Wijesinghe, Wanas., Al-Sadi, K.D. Hyde & Maharachch. | 2020           |